# Caldesia janaki-ammaliae
Caldesia janaki-ammaliae, vodenasta biljka iz porodice žabočunovki, helofit, rasprostranjena po Zapadnom Bengalu (Indija).